# Batalla de Fromelles
La batalla de Fromelles (o de Fleurbaix) fue una fallida ofensiva anglo-australiana en el marco de la batalla del Somme que tuvo lugar entre los días 19 y 20 de julio de 1916 en el Frente Occidental de la Primera Guerra Mundial. Fromelles fue el debut de las tropas australianas en Francia y también su peor resultado en todo el transcurso de la Gran Guerra.
La acción tuvo lugar justo al norte de la villa de Fromelles, situada a unos 16 km de Lille y ocupada por tropas alemanas. El ataque se planificó como una maniobra de distracción que atrajera la atención de los alemanes y relajara así la situación en el valle del Somme para los aliados, e incluía la toma de un saliente de terreno en el que los germanos se habían atrincherado.

## Las fuerzas y objetivos
El saliente en cuestión, apodado "pan de azúcar" por los aliados debido a su forma distintiva, estaba guardado por la Sexta División de Reserva de Baviera y ofrecía una ventaja a los defensores debido a su pequeño tamaño, que permitía a los soldados vigilar ambos lados al mismo tiempo. Se cree que entre los hombres de esta guarnición se encontraba un correo austríaco de 27 años llamado Adolf Hitler.
La primera parte del plan se consiguió pero no con los resultados esperados, pues los alemanes lograron una victoria total que se saldó con miles de muertos, heridos o prisioneros entre los anglosajones. Al terminar la batalla la línea de frente retornó a su estado previo sin variar un solo centímetro, como ocurrió en muchas otras batallas de la Primera Guerra Mundial.
El plan de batalla diseñado por el general británico Richard Haking esperaba que la infantería aliada superase rápidamente la primera línea de trincheras alemanas durante un ataque sorpresa a plena luz el día. Acto seguido se produciría un intenso bombardeo por parte de la artillería, al que seguiría un avance general de 400 metros hasta alcanzar el segundo perímetro defensivo. La Quinta División Australiana, la más inexperta de cuantas procedían de este país (había llegado apenas unos días antes a Francia e iba a tener su bautismo de fuego aquí) tenía previsto actuar en el flanco izquierdo del saliente, mientras que la 61.ª División Británica lo haría en el derecho. La acción se había planeado en un principio como una maniobra de distracción previa al comienzo de la gran ofensiva general en el Somme, pero los preparativos se alargaron demasiado. Al final, Haking ordenó atacar la posición el 19 de julio, 18 días después del comienzo de los combates en la región.

## La batalla

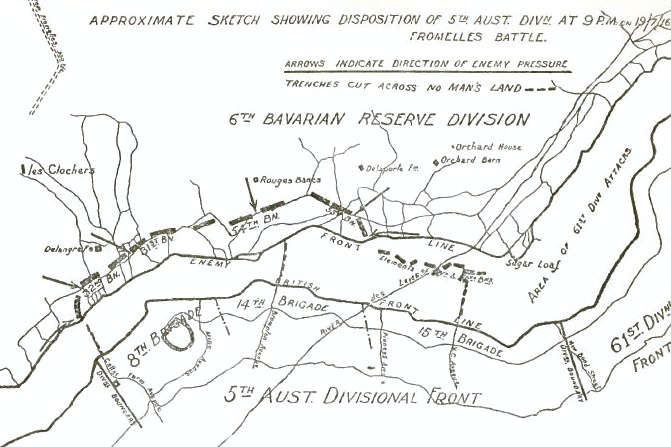
Diagrama de las posiciones de la 5ta División Australiana durante el ataque a Fromelles (en Aubers Ridge), 19 de julio de 1916

La colina fue bombardeada preliminarmente durante 11 horas, tras lo cual (a las seis de la tarde) la infantería anglosajona avanzó en dirección a las posiciones enemigas. La 8ª y 14.ª brigadas australianas alcanzaron rápidamente sus objetivos en la primera línea defensiva, y al marchar sobre la segunda la encontraron aparentemente abandonada. Este fácil avance contrasta fuertemente con lo que experimentaron al mismo tiempo las brigadas británicas número 15 y 184, que fueron diezmadas por las ametralladoras alemanas cuando trataron de cruzar una estrecha franja de tierra de nadie. El desastre fue redondeado cuando la 61.ª División británica solicitó el apoyo de la 15.ª Brigada para lanzar un nuevo ataque a las nueve de la noche, pero canceló el plan poco antes de esta hora sin informar a los australianos. Esta decisión causó la muerte de la mitad del 58.º Batallón Australiano.
Un exitoso contraataque alemán consiguió abrir una brecha entre las posiciones de la 14.ª y 15.ª brigadas, partiendo en dos las fuerzas aliadas. Viéndose aisladas y desbordadas, la 14.ª y la 8ª se vieron obligadas a retirarse. Para entonces los alemanes habían montado una larga hilera de ametralladoras que abrieron fuego tan pronto como se divisó a los hombres que abandonaban sus posiciones, masacrándolos.

## Secuelas
El ataque sobre Fromelles fue, en definitiva, un fracaso total para las fuerzas de la Entente. Los alemanes lograron mantener la posición sin problemas y pudieron comprobar que la acción era una maniobra limitada, eliminándose cualquier posibilidad de que el alto mando alemán retirase hombres del frente principal del Somme para reforzar la guarnición de Fromelles. El fuerte tributo en sangre de este bautismo de fuego, unido a las desafortunadas declaraciones de algunos oficiales británicos, dañó seriamente la confianza que los soldados de la Fuerza Imperial Australiana tenían en sus superiores de Londres. La 5ª División en particular quedó tan dañada que no pudo reanudar el combate durante meses.